# Indemnité de licenciement (Belgique)
Pour les autres articles nationaux ou selon les autres juridictions, voir Indemnité de licenciement.
 (décembre 2024).
L'indemnité de licenciement en Belgique est souvent calculée à l'aide d'une formule appelée formule Claeys (ou grille Claeys) qui prend en compte l'ancienneté, l'âge et la rémunération.

## Explication
Pour les salariés gagnant moins de 120 000 € la formule est la suivante :
- (0,87 x ancienneté) + (0,06 x Age) + (0,037 x Rémunération x index 2007 / index du mois du licenciement) - 1,45.

Pour les salariés dont la rémunération annuelle est égale ou supérieure à 120 000 € :
Le taux appliqué à la variable « rémunération » est diminué. La formule est la suivante :
- (0,87 x ancienneté) + (0,06 x Age) + (0,029 x Rémunération x index 2007/index du mois du licenciement) - 1,45.